# Чинхин Великий
Чинхин Великий (кор. 진흥, 太祖, Kim sambaekjong, Chinhŭng ; 526–576) — корейський правитель, двадцять четвертий володар (тхеван) держави Сілла періоду Трьох держав. Здійснив значні завоювання.

## Життєпис
Походив з династії Кім. Був сином Імчо, сина вана Чиджина. Його матір'ю була Чінсо, донька вана Попхина. Народився 526 року. 540, після смерті Попхина, успадкував трон. З огляду на молодий вік регенткою стала його матір.
Після досягнення повноліття 541 року Чінхин почав правити самостійно. Значну увагу приділяв посиленню війська, зокрема морського флоту. Водночас продовжено було політику впровадження буддизму. 544 року було споруджено перший храм цієї релігії Хиннюнса.
Розпочав політику встановлення гегемонії на Корейському півострові. Для цього намагався скористатися протистоянням Пекче та Когурьо. Спочатку, 551 року, в союзі з Пекче атакував Когурьо, захопивши 10 повітів у верхів'ї річки Хан. Вже 553 року уклав союз із Когурьо проти Пекче. Остання уклала союз з конфедерацією Текая та Ямато. 554 року в битві біля Гваньсана було завдано нищівної поразки 30-тисячній армії (в союзі з кая та яматосцями) на чолі із пекчеським ваном Соном, який загинув. Слідом за цим Чинхин захопив прикордонні землі Пекче в нижній течії річки Хан та вихід до Жовтого моря. Це дозволило спорудити там порт, звідки відправлялись посольства й торгівельні кораблі до Китаю.
562 року за підтримки військового флоту було підкорено племінний союз Текая, що дозволило встановити контроль над течією річки Нактонган. 564 року Чинхин відрядив посольство до китайської імперії Північна Ці. У 566, 567, 568, 570 та 571 роках відправляв туди нові посольства. Номінально визнав зверхність північної Ці. Натомість звідти отримав фахівців та буддистських вчених.
572 року Пекче погодилася платити данину Сіллі. 576 року тхеван запровадив інститут хваранів, що став опорою монарха в державі.
Помер 576 року. Трон успадкував його другий син Чинджі.